# Podtatranská župa
Podtatranská župa (slovensky Podtatranská župa, oficiálně župa XIX) byla jednotka územní správy a samosprávy zavedená v prvorepublikovém Československu v rámci nového župního zřízení. Existovala v letech 1923–1928, měla rozlohu 7 645 km² a jejím správním centrem byl Liptovský Svätý Mikuláš (nyní Liptovský Mikuláš).

## Vznik a zrušení župy
Po zániku Uherska v roce 1918 byl původní systém uherských žup převeden v téměř nezměněném územním rozsahu do správního systému Československé republiky. Toto provizorní postuherské uspořádání trvalo jen do roku 1922. V roce 1920 byl přijat zákon č. 126/1920 Sb. o zřízení župních a okresních úřadů v republice Československé, kterým mělo být celé území Československa (kromě Prahy a Podkarpatské Rusi) rozděleno do 21 žup. Jednou z nich byla i Podtatranská župa, jako jedna z šesti žup zřízených na území Slovenska. Ve srovnání s historickými (uherskými) župami byl jejich rozsah větší a proto se jim na Slovensku říkalo veľžupy. Podtatranská župa měla pořadové číslo XIX. Zákon stanovil vznik župního úřadu v čele s županem, který byl vládou jmenovaným státním úředníkem, a župního zastupitelstva coby samosprávného sboru. Při župním zastupitelstvu měl být zřízen župní výbor, župní finanční komise a další komise. Podtatranská župa měla být součástí nadregionálního župního svazu v hranicích celého Slovenska.
Župní zřízení čelilo od počátku silné kritice a bylo do praxe uvedeno až roku 1923 pouze na Slovensku. Dne 30. září 1923 se zde konaly volby do župních zastupitelstev.  Županem Podtatranské župy byl jmenován Jan Sekáč.
Dne 14. července 1927 byl přijat zákon č. 125/1927 o organizaci politické správy, rušící župy a zavádějící zemskou soustavu, účinný od 1. července 1928. Podtatranská župa se stala součástí země Slovenské. Na rozdíl od českých zemí, kde hranice žup byly zachovány alespoň jako vymezení volebních krajů pro volby do Poslanecké sněmovny Národního shromáždění republiky Československé, byly župy na Slovensku jako správní jednotky zcela eliminovány.

## Územní vymezení župy
Podtatranská župa zahrnovala poměrně nesourodé a nekompaktní území na středovýchodním Slovensku, prostírající se od masivu Vysokých Tater a regionu Liptova v jejich jižním podhůří, přes území Spiše a Slovenské rudohoří až do oblasti Gemeru na jihovýchodě. Hraničila tedy jak s Polskem na severu, tak s Maďarskem na jihu. Skládala se z 12 okresů.
Liptovský Mikuláš byl jako středisko položen dosti excentricky, vhodnějším hlavním městem župy by z dopravního hlediska byl Poprad.